# Metropolia di Novgorod

Localizzazione dell'oblast' di Novgorod.

La metropolia di Novgorod (in russo Новгородская митрополия?) è una delle province ecclesiastiche che costituiscono la Chiesa ortodossa russa.
Istituita dal Santo Sinodo il 28 dicembre 2011, comprende l'intera oblast' di Novgorod nel circondario federale nordoccidentale.
È costituita da 2 eparchie:
- Eparchia di Novgorod
- Eparchia di Boroviči

Sede della metropolia è la città di Velikij Novgorod, il cui eparca ha il titolo di "Metropolita di Novgorod e Staraja Russa".